# Świdnik (district)
Świdnik (powiat świdnicki) is een Pools district (powiat) in de woiwodschap Lublin. Het district heeft een oppervlakte van 468,97 km2 en telt 72.750 inwoners (2014).
72.750
Stadsdistricten:
Biała Podlaska · Chełm · Lublin · Zamość

Districten:
Biała Podlaska · Biłgoraj · Chełm · Hrubieszów · Janów Lubelski · Krasnystaw · Kraśnik · Lubartów · Lublin · Łęczna · Łuków · Opole Lubelskie · Parczew · Puławy · Radzyń · Ryki · Świdnik · Tomaszów Lubelski · Włodawa · Zamość